# Francisco Bruza Espinosa
Francisco Bruza Espinosa Explorador y pionero castellano en tierras de Brasil.

## Biografía
Fue uno de los primeros exploradores del sertón de Bahía, en el siglo XVI.
En 1553 Juan III ordenó al gobernador general Tomé de Sousa explorar las fuentes del río San Francisco, pues le habían llegado noticias de que los españoles habían encontrado oro y esmeraldas del otro lado de la línea de Tordesillas. La expedición le fue encomendada a Bruza.
Toda la región del municipio de Salinas que comprendía dieciséis distritos y poblados, comenzó a ser colonizada a mediados del siglo XVI, cuando Bruza, se encaminó por el valle del Río Pardo con un numeroso séquito. Recorrió las fuentes de pastos naturales y llegó a tener depósitos de sal, indispensables para el ganado. 
Salió del territorio minero hacia Bahía, fundando la ciudad de Espinosa, en donde a partir de las buenas noticias que llegaban de la expedición Espinosa, acudieron a la región los llamados vaqueros bahianos, junto a sus rebaños, dando comienzo al "Ciclo del Cuero" de la Colonización de Minas Gerais, aunque estos sertones estaban habitados por los indios tapuyas en la época del descubrimiento y los poblados surgidos de estos asentamientos agropecuarios, especialmente los pastoriles, fueron de crecimiento lento.
Cincuenta años después, el gobierno de Tomé de Sousa organizó la expedición a la región que comandó Bruza, y en la que  participó también el jesuita João de Azpilcueta Navarro; se dirigieron siguiendo el sur del litoral bahiano, atravesando el valle del río Jequitinhonha y alcanzando el río São Francisco. 
Salieron de Porto Seguro en octubre o noviembre de 1553 y necesitaron año y medio para recorrer 2.310 kilómetros por el río Jequitinhonha, hasta la Serra do Mar alcanzando el río San Francisco, pasando al río Verde y finalmente descendiendo el río Pardo hasta el mar.